# Herniaria argaea
Herniaria argaea är en nejlikväxtart som beskrevs av Pierre Edmond Boissier. Herniaria argaea ingår i släktet knytlingar, och familjen nejlikväxter. Inga underarter finns listade i Catalogue of Life.